# Брандштеттер, Роман

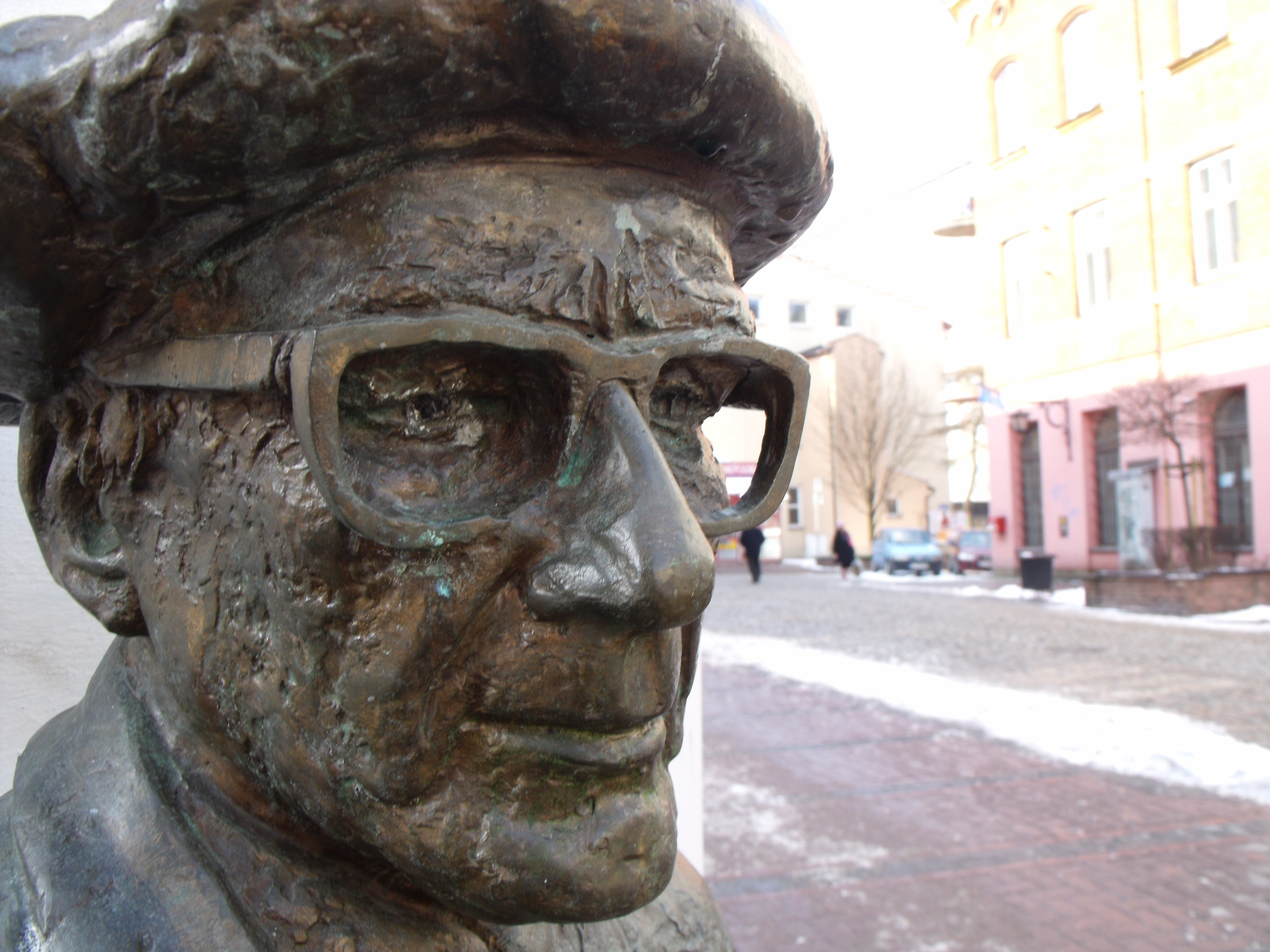
Писатель на фрагменте памятника в Тарнове

Роман Брандштеттер (нем. Roman Brandstaetter; 3 января 1906 — 28 сентября 1987) — польский писатель, поэт, драматург, переводчик и библеист.

## Жизнь и творчество

### Образование и литературный дебют
Происходил из интеллигентной еврейской семьи, близкой к литературным кругам, например дядя Романа Брандштеттера — Мордехай Дэвид Брандштеттер — был известным еврейским писателем, автор многочисленных новелл и рассказов, написанных на иврите. Его называют «предтечей новой литературы на иврите».
Закончив гимназию в Тарнове (Тарнуве) в 1924 году, он продолжил образование в Ягеллонском университете в Кракове, где изучал философию и славянскую (польскую) филологию.
Как раз нв период учёбы в университете и приходится поэтический дебют Романа Брандштеттера. Он опубликовал на странницах литературно-научного журнала Курьер «Элегию на смерть Сергея Есенина». В 1928 он опубликовал свой первый сборник стихов «Бремена» (Jarzma).
После окончания университета, Роман Брандшеттер получил государственную стипендию и переехал в Париж для продолжения образования. В 1929—1931 годах он занимался исследованием политической и общественной деятельности Адама Мицкевича и в 1932 году получил степень доктора философии.

### До II мировой войны
Получив докторскую степень, Роман Брандштеттер в 1932 году возвращается в Польшу. Он поселился в Варшаве, где работал учителем польского языка, а также редактировал научно-литературный еврейский журнал Курьер. В этот период вышли в свет его историко-литературные этюды: Еврейский легион Адама Мицкевича (Legion żydowski Adama Mickiewicza) (1932), Мошкополис (Moszkopolis) (1932), антиеврейские эксцессы студентов Вильнюсского университета в 1815 году (Wybryki antyżydowskie studentów Uniwersytetu Wileńskiego w r. 1815) (1932), а затем «Трагедия Юлиана Клачко» (Tragedie Juliana Klaczki) (1933), сборник стихов Узлы и мечи (Węzły i miecze (1933), а также сборник памфлетов «Заговор Евнухов» (Zmowa eunuchów) (1936).
В 1935 году Роман Брандштеттер посетил Турцию, Грецию и Палестину.

### В период II мировой войны
Вскоре после начала 2й мировой войны он уехал в Вильнюс, где в 1940 женился на Тамаре Карен — еврейке, с которой был знаком еще в Варшаве. Несколько месяцев они прожили в Вильнюсе, однако Романом Брандштеттером заинтересовалось НКВД, затем благодаря усилия родственников со стороны жены, они уехали в Иерусалим через Москву, Баку, Иран и Ирак.
В это время Брандштеттер написал свою первую драму, Варшавский купец (Kupiec warszawski) (1940/1941).
В Иерусалиме он поначалу сотрудничал с еврейскими издательствами (работал на иврите), СМИ, театром, затем с помощью профессора Станислава Кота, который был учителем Брандштеттера в Ягеллонском университете, стал работать на Польском радио (Polska Agencja Telegraficzna), где и работал до отъезда из Палестины. В 1941—1946 он написал еще пять пьес, которые никогда не были поставлены. Тогда же была написана пьеса «Возвращение блудного сына»
Иерусалимский период сыграл очень важную роль в жизни Романа Брандштеттера — именно тогда он перешел в католичество.
В 1945 году он развелся с женой в соответствии «Привилегией св. Павла», на основании которой можно развестись, если некрещеный супруг не желает оставаться в браке с крещеным.

### После II мировой войны
В 1946 Брандштеттер отправился сперва в Египет, а затем в Рим, где принял крещение и женился 2й раз на Секретарше польского посла в Риме, которым был Станислав Кот.
В Италии его вдохновляет фигура св. Франциска и красота Ассизи и он пишет «Ассизские хроники» (Kroniki Assyżu) (1947) и мистерию «Театр св. Франциска» (Teatr Świętego Franciszka) (1947). Тогда же были написаны еще несколько пьес: «Эдип» (Oedipus) (1946), «Национальная ночь» (Noce narodowe) (1946/1947) и Пшемыслав II (Przemysław II) (1948).
В 1947—1948 Роман Брандштеттер занимал пост атташе по культуре польского посольства в Риме. В 1948 году организовывал торжественное мероприятие по случаю 100-летия со дня основания Легиона Мицкевича. (Легион Мицкевича (польский легион) — военное подразделение созданное в 1848 в Риме.
Задача легиона — участие в борьбе за освобождение Италии. Общей численностью около 200 человек, отряд принял участие в ряде сражений, в том числе в Ломбардии, а также в городских боях в Генуе и Риме. Попытка принять участие в венгерской революции закончилась разгромом и рассеиванием легиона в Греции.
Легион Мицкевича был вполне политической организацией, устав которой Мицкевич написал сам. требования были самыми традиционными: свободу совести, равенство граждан, крестьян и освобождение женского равноправия. Что любопытно, исповедовали также панславизм — сотрудничество и братство всех славянских народов).

### Возвращение в коммунистическую Польшу
Принято считать, что в послевоенной Польше, куда писатель вернулся в 1948, жилось ему довольно скверно — коммунистическое правительство якобы давило и мешало работать, говорят его (как католического писателя) отказывались печатать и всячески притесняли. Говоря о советской власти на территории Польши, надо понимать, что жилось там намного свободнее, чем в СССР. Что касается давления и притеснений — возможно все, однако против этого говорит «послужной список» Брандштеттера.
Вернувшись в 1948 году, он поселился в Познани и работал литературным руководителем Польского театра (Teatr Polski), а затем и Большого театра (Teatr Wielki im. Stanisława Moniuszki), а также был вице-президентом Познанского отделения союза писателей.
В 1950 переехал в Закопане, где в течение 10 лет занимал пост городского председателя по вопросам культуры в Национальном Совете. Тогда же стал членом ПЕН-клуба.
В 1951 году он написал либретто к опере Тадеуша Шелиговского «Бунт „жаков“», а также переводил на польский язык некоторые произведения Шекспира.
В 1956 году он стал членом-корреспондентом французской Академии словесности (Academie Rhodanienne des Lettres).
В 1960 году вернулся в Познань и занимался только литературной работой. Там, была написана еще одна пьеса, несколько новых сборников стихов, а также были сделаны новые переводы Шекспира. В этот период он переводил с иврита на польский библейские тексты (Ветхий завет). Затем Роман Брандштеттер начал перевод Нового Завета, который не успел завершить до смерти (перевел четыре Евангелия, Деяния Апостолов, Апокалипсис и Послания святого Иоанна).
Это был период расцвета прозы Брандштеттера: им был написан исторический роман в 4 книгах «Иисус из Назарета» (Jezus z Nazarethu) (1967—1973), рассказ «Я еврей со свадьбы» (Ja jestem Żyd z Wesela), а также три сборника литературных миниатюр: Круг Библии (Krąg biblijny) (1975), «Другие цветочки св. Франциска Ассизского» (Inne kwiatki św. Franciszka z Asyżu) (1976), «Очень короткие истории» (Bardzo krótkie opowieści) (1978), и «Очень короткая история и немного более длинная» (Bardzo krótkie i nieco dłuższe opowieści) (1984).

### Смерть и посмертные издания
Умер Роман Брандштеттер от сердечного приступа 27 сентября 1987. Похоронен на Милостовском кладбище в Познани.
Посмертно опубликованные работы: стихи «Гамлет и Лебедь» (Hamlet i łabędź;) (1988), короткие рассказы «случаи из моей жизни» (Przypadki mojego życia) (1988) и «Мое сентиментальное путешествие и другие рассказы» (Moja podróż sentymentalna i inne opowiadania) (1994).

### Драматургия
- Варшавский купец (Kupiec warszawski) (1940/1941)
- Пшемыслав II (Przemysław II) (1948)
- Люди с мертвого виноградника (Ludzie z martwej winnicy) (1950)
- Падение каменного дома (Upadek kamiennego domu) (1950)
- Молчание (Milczenie) (1951)
- Король и актер (Król i aktor) (1951)
- Йозеф Шилковский (Józef Sułkowski) (1952)
- Коперник (Kopernik) (1953)
- Знаки свободы (Znaki wolności) (1953)
- Лунная драма (Dramat księżycowy) (1954)
- Король Станислав Август (Król Stanisław August) (1956)
- Плач Одиссея (Odys płaczący) (1956)
- Медея (Medea) (1959)
- Тишина (Cisza) (1960)
- Слепая улица (Ślepa ulica) (1961)
- Смерть на берегу Артемиды (Śmierć na wybrzeżu Artemidy) (1961)
- День гнева (Dzień gniewu) (1962)
- Сумерки демонов (Zmierzch demonów) (1964)
- Кающийся из Ассизи (Pokutnik z Osjaku) (1979)

### Поэзия
- Бремена (Jarzma) (1928)
- Узы и мечи (Węzły i miecze) (1933)
- Виноград Антигоны (Winogrona Antygony) (1956)
- Побеждённый Фауст (Faust Zwyciężony) (1958)
- Песнь о моем Христе (Pieśń o moim Chrystusie) (1960)
- Гимны Марии (Hymny Maryjne) (1963)
- Две Музы (Dwie Muzy) (1965)
- Книга молитв (Księga modlitw) (1985)
- Песнь о жизни и смерти Шопена (Pieśń o życiu i śmierci Chopina) (1987)
- Книга старых и новых молитв (Księga modlitw starych i nowych) (1987)
- Гамлет и лебедь (Hamlet i łabądź;) (1988)

### Проза
- Заговор евнухов (Zmowa eunuchów) (1936)
- Иисус из Назарета (Jezus z Nazarethu) (1967—1973)
- Мое сентиментальное путешествие и другие рассказы (Moja podróż sentymentalna i inne opowiadania) (1994)
- Случаи из моей жизни (Przypadki mojego życia) (1988)

### Литературно-исторические произведения
- Еврейский легион Адама Мицкевича (Legion żydowski Adama Mickiewicza) (1932)
- Мошкополис (Moszkopolis) (1932)
- Антиеврейские эксцессы студентов Вильнюсского университета в 1815 году (Wybryki antyżydowskie studentów Uniwersytetu Wileńskiego w r. 1815) (1932)
- Трагедия Юлиана Клачко (Tragedie Juliana Klaczki) (1933)
- Круг библейский (Krąg biblijny) (1975)

### Переводы

#### Шекспир
- Гамлет (1950)
- Ричард III (1950)
- Венецианский купец (1952)
- Антоний и Клеопатра (1958)

#### Переводы Библии
- Песнь песен (1959)
- Антология поэзии Ветхого Завета (1964)
- Четыре библейских стиха (Cztery poematy biblijne) (1964)
- Псалтирь (1968)
- Евангелие
- Деяния Апостолов
- Апокалипсис
- Послания св. Иоанна

## Переводы на русский язык
- «Случаи из моей жизни» (избранные рассказы из одноименной книги). / Пер. И. Баранова. // «Иностранная литература». Москва, 1991, №4, стр. 227-233.
- «Иисус из Назарета» (глава из книги).  / Пер. и вступление И. Баранова. // «Христианин». Москва, 1993, №1, стр. 27-36.
- «Ассизские хроники». / Пер. и вступление И. Баранова. Москва, «Издательство Францисканцев», 1999.
- «Пророк Иона». / Пер. С. Панич. // Альманах «Егупец». Киев, 2000, №7
- «Избранные пьесы: День гнева. Молчание». / Пер. И. Баранова. Москва, «Издательство Францисканцев», 2002.
- «Избранные стихи». / Пер. И. Баранова, А. Базилевского. Москва, «Издательство Францисканцев», 2007.
- Библия, отчизна моя...
- Возвращение блудного сына (пьеса о Рембрандте) - http://www.proza.ru/2015/07/14/1174